# Eva Kulovaná
Eva Kulovaná (ur. 28 października 1987 w Třebíciu) – czeska szachistka, arcymistrzyni od 2008 roku.

## Kariera szachowa
W latach 1997–2007 wielokrotnie startowała w finałach mistrzostw Czech juniorek, złote medale zdobywając m.in. w 1999 (w grupie do 12 lat), 2001 (do 14 lat) i 2006 (do 20 lat). Była również wielokrotną reprezentantka kraju na mistrzostwach świata i Europy w różnych kategoriach wiekowych, jak również dwukrotną uczestniczką drużynowych mistrzostw Europy juniorek do 18 lat, na których zdobyła 3 srebrne medale (2003, indywidualnie oraz 2004, drużynowo i indywidualnie).
Od 2001 r. startuje w finałach indywidualnych mistrzostw Czech, zdobywając cztery medale: złoty (2006), srebrny (2008) oraz dwa brązowe (2009, 2014). Wielokrotnie reprezentowała Czechy w turniejach drużynowych, m.in.: trzykrotnie na olimpiadach szachowych (w latach 2008, 2010, 2012) oraz pięciokrotnie na drużynowych mistrzostwach Europy (w latach 2005, 2007, 2009, 2011, 2013).
Normy na tytuł arcymistrzyni wypełniła w Brnie (2007, II m. za Bronislavem Vymazalem), Heraklionie (2007, DME) oraz na drużynowych mistrzostwach Niemiec (2007/08).
Najwyższy ranking w dotychczasowej karierze osiągnęła 1 maja 2010 r., z wynikiem 2362 punktów zajmowała wówczas 99. miejsce na światowej liście FIDE, jednocześnie zajmując 2. miejsce (za Janą Jackovą) wśród czeskich szachistek.